# Nombre de Liouville
En mathématiques, et plus précisément en théorie des nombres, un nombre de Liouville est un nombre réel {\displaystyle x} ayant la propriété suivante :
ou, ce qui est équivalent :
Un nombre de Liouville peut ainsi être approché « de manière très fine » par une suite de nombres rationnels. En 1844, Joseph Liouville montra qu'il existe des nombres vérifiant la seconde propriété et que tous sont transcendants, établissant ainsi pour la première fois l'existence de nombres transcendants.

## Constante de Liouville
Pour illustrer son théorème, Liouville donne un procédé général de construction de tels nombres à l'aide de la théorie des fractions continues, ainsi que des exemples, mais indique une méthode plus simple : par exemple, pour tout entier {\displaystyle b>1}, {\displaystyle \sum _{k=1}^{\infty }b^{-k!}} est un nombre de Liouville. Ce furent les premiers exemples explicites de nombres transcendants.
La constante de Liouville correspond au cas b = 10. Il s'agit donc du réel
Plus généralement, pour tout entier b > 1 et toute suite (ak)k>0 d'entiers compris entre 0 et b – 1 non tous nuls à partir d'un certain rang, le réel
est un nombre de Liouville.
L'ensemble des nombres de Liouville a donc la puissance du continu.

## Mesure d'irrationalité d'un réel
La mesure d'irrationalité d'un réel {\displaystyle x} — ou « sa constante de Liouville-Roth » — mesure la manière d'approcher {\displaystyle x} par des rationnels.
Définition — La mesure d'irrationalité d'un réel x est la borne supérieure de l'ensemble des réels μ pour lesquels il existe une infinité de couples (p, q) d'entiers tels que q > 0 et 0 < |x – p/q| < 1/qμ.
Cette mesure est toujours supérieure ou égale à 1, comme borne supérieure d'un ensemble qui contient ]–∞, 1[.
Par exemple :
- la mesure d'irrationalité d'un rationnel est égale à 1[3],[4] ;
- celle d'un irrationnel est supérieure ou égale à 2[5] ; plus précisément, si la fraction continue de cet irrationnel est {\displaystyle [a_{0},a_{1},\dots ]} et a pour réduites {\displaystyle h_{n}/k_{n}}, sa mesure d'irrationalité est {\displaystyle 1+\limsup {\frac {\ln k_{n+1}}{\ln k_{n}}}=2+\limsup {\frac {\ln a_{n+1}}{\ln k_{n}}}}[6].
- celle d'un irrationnel algébrique est exactement égale à 2 : c'est le théorème de Roth (1955), plus précis que celui de Liouville. La réciproque est fausse comme le montre le fait que le nombre e est transcendant de mesure d’irrationalité 2 (voir infra).
- les nombres de Liouville sont les réels dont la mesure d'irrationalité est infinie. En effet, si x est un nombre de Liouville alors, pour tout réel μ, les (pn, qn) de la 1re définition, pour n ≥ μ, satisfont 1/qnn ≤ 1/qnμ et forment un ensemble infini, puisque la suite des |x – pn/qn| est à valeurs non nulles et converge vers 0.

On trouve dans les ouvrages de légères variantes : certains auteurs prennent (ce qui revient au même) la borne inférieure de l'ensemble des μ pour lesquels il n'existe au contraire qu'un nombre fini de couples (p, q) d'entiers tels que q > 0 et 0 < |x – p/q| < 1/qμ. Certains,,, parlent des mesures d'irrationalité : ce sont tous les nombres supérieurs ou égaux à la mesure d'irrationalité définie ici. Enfin, certains,, ne la définissent que si x est un nombre irrationnel, ce qui leur évite de mentionner la minoration stricte de |x – p/q| par 0. Outre ces nuances, on trouve une définition différente,, mais équivalente[réf. souhaitée] :
Définition équivalente — La mesure d'irrationalité d'un réel x est la borne inférieure de l'ensemble des réels μ pour lesquels il existe une constante A > 0 telle que, pour tout rationnel p/q ≠ x avec q > 0, on ait : |x – p/q| ≥ A/qμ.

## Transcendance des nombres de Liouville
Les nombres de Liouville étant de mesure d'irrationalité infinie, leur transcendance est un corollaire immédiat du théorème suivant, démontré dans l'article détaillé en utilisant la seconde définition ci-dessus de la mesure d'irrationalité.
Corollaire du théorème de Liouville sur l'approximation diophantienne — La mesure d'irrationalité d'un nombre réel algébrique est inférieure ou égale à son degré.
Certains réels (en fait presque tous) sont transcendants sans être de Liouville. Par exemple, la mesure d'irrationalité de e = [2, 1, 2, 1, 1, 4, 1, 1, 6, 1,…] est égale à 2 , et notant {\displaystyle r(x)} la mesure d'irrationalité de {\displaystyle x}, on a :
- {\displaystyle 2\leqslant r(\pi )\leqslant 7,61} [13] ,
- {\displaystyle 2\leqslant r(\ln 2)\leqslant 3,90}[3],
- {\displaystyle 2\leqslant r(\pi ^{2})\leqslant 5,45}[3],
- {\displaystyle 2\leqslant r(\zeta (3))\leqslant 5,52}[3].

## Théorème d'Erdős
Paul Erdős a démontré que tout nombre réel non nul peut s'écrire comme somme et comme produit de deux nombres de Liouville. A posteriori, cela s'explique par une propriété générale des Gδ denses et le fait que l'ensemble L des nombres de Liouville en est un puisque
et que ℝ est un espace de Baire.

## Négligeabilité
L'ensemble des nombres de Liouville, en dépit de leur « abondance » du point de vue de la cardinalité et de la topologie, est négligeable et même :
- sa dimension de Hausdorff est nulle[16] ;
- presque tout réel est de mesure d'irrationalité égale à 2, d'après un théorème de Khinchin[17].